# Kapitalizm korporacyjny
Kapitalizm korporacyjny – pojęcie ekonomiczno-polityczne oznaczające formę kapitalizmu charakteryzującą się dominacją hierarchicznych i zbiurokratyzowanych korporacji.

## Charakterystyka
Kapitalizm korporacyjny to kapitalistyczna gospodarka rynkowa zdominowana przez hierarchiczne i biurokratyczne korporacje, które kontrolują środki produkcji i generowane przez nie zyski. Korporacje te są albo własnością osób fizycznych, albo grupy osób, które są podatne na bankructwo. Korporacje w większości krajów rozwiniętych mają ograniczoną odpowiedzialność, są mniej regulowane i odpowiedzialne w porównaniu do jednoosobowych działalności gospodarczych. Korporacje mogą również sprzedawać część swojej działalności w formie akcji w celu pozyskania kapitału na sfinansowanie inwestycji. Jednak akcjonariusze wyznaczają dyrektorów, którzy kierują korporacją w ich imieniu.
Potocznie korporacją określa się duże przedsiębiorstwa, często o międzynarodowym charakterze, które charakteryzują się zbiurokratyzowaną oraz zhierarchizowaną strukturą. Praca w korporacji jest często opisywana jako stresująca, pełna rywalizacji oraz wymęczająca. Jedną z cech przypisywanych korporacjom jest szeroka kontrola rynku bądź rynków, a w efekcie możliwość wpływania na decyzje instytucji publicznych, jak również brak poszanowania dla przepisów prawa obowiązujących w danym państwie.
W literaturze naukowej przedsiębiorstwa zbliżone do takiego modelu określane są "korporacjami międzynarodowymi" lub "korporacjami transnarodowymi". Według ekonomistki Anny Zorskiej korporacje międzynarodowe posiadają następujące cechy, które odróżniają je od innych przedsiębiorstw:
1. suwerenność (zdolność podejmowania działań niezależnie od interesów państw),
2. złożoność  (organizacyjna, decyzyjna i własnościowa),
3. geograficzne rozproszenie,
4. specjalizacja,
5. zdolność arbitrażowania (jednoczesnego działania na wielu rynkach),
6. zdolność integrowania (umiejętności koordynowania poszczególnych elementów korporacji),
7. elastyczność organizowania (możliwości szybkiego i skutecznego reagowania na zmiany),
8. globalna efektywność (np. długotrwałe dopuszczanie do powstawania strat w przedsiębiorstwach kontrolowanych w celu poprawy efektywności korporacji jako całości).

Niektórzy zwracają uwagę, że rozwój kapitalizmu korporacyjnego był możliwy dzięki m.in. znoszeniu barier w handlu międzynarodowym. Poprzez takie rozwiązania przedsiębiorstwa zyskały możliwość poszukiwania nowych rynków zbytu, miejsc eksploatacji surowców znajdujących poza granicami krajów macierzystych, a także redukcję kosztów poprzez przeniesienie produkcji w rejony o niższych kosztach pracy.

## Krytyka
W przesłaniu do Kongresu Stanów Zjednoczonych z 29 kwietnia 1938 Franklin D. Roosevelt ostrzegł, że wzrost prywatnej władzy może doprowadzić do faszyzmu, argumentując, że „wolność demokracji nie jest bezpieczna, jeśli ludzie tolerują wzrost prywatnej władzy do punktu, w którym staje się ona silniejsza niż samo ich demokratyczne państwo. To w swej istocie jest faszyzm – posiadanie rządu przez jednostkę, przez grupę lub przez jakąkolwiek inną kontrolującą władzę prywatną”. Następnie dodał, że „Statystyki Urzędu Skarbowego ujawniają następujące zdumiewające liczby za rok 1935: »Własność aktywów korporacyjnych: Spośród wszystkich korporacji zgłaszających się z każdej części kraju, 1% z nich posiadał 52% aktywów wszystkich z nich«”.
Kapitalizm korporacyjny był krytykowany za wielkość władzy i wpływów, jakie korporacje posiadają względem władz państwowych, w tym politykę agencji regulacyjnych i wpływanie na kampanie polityczne. Wielu badaczy społecznych krytykowało korporacje za to, że nie działają w interesie społeczeństwa, a ich istnienie wydaje się obchodzeniem zasad demokracji, która zakłada równe relacje władzy między jednostkami w społeczeństwie.
Polska etyczka Janina Filek w swoim artykule Wolność i odpowiedzialność w świecie wielkich korporacji poddała krytyce rynek zdominowany przez międzynarodowe korporacje w następujący sposób:

Można zatem powiedzieć, że siła zhierarchizowanej kultury organizacyjnej zniewala pracowników, siła marketingowa zniewala klientów, siła prawno-finansowa zniewala, a czasami wręcz pacyfikuje społeczności lokalne, podczas gdy siła finansowo-ekonomiczna, jaką dysponują korporacje, zniewala rządy wielu krajów, z tym że tych najsłabszych w  największym stopniu. Zatem pytanie: kto jest wolny na rynku?, nabiera charakteru retorycznego.